# Milltownmassakern
Milltownmassakern var en attack på ett begravningsfölje på Milltown Cemetery den 16 mars 1988, då Ulster Defence Association-medlemmen Michael Stone dödade tre personer och skadade närmare sextio.

## Händelse
De dödade var Tomas Mcerlean, John Murry och Kevin Brady, som också begravdes på Milltown Cemetery. Michael Stone kastade en granat in i folkmassan under begravningen av Dan McCann, Seán Savage och Mairéad Farrell, IRA-medlemmar som dödades av SAS-soldater i Gibraltar den 6 mars 1988 under Operation Flavius.
Den 16 mars 1988 attackerade Ulster Defence Association-medlemmen Michael Stone begravningsföljet och kastade en granat och sköt med automatvapen mot de sörjande under begravningen av de tre IRA-medlemmarna. Tre personer dog och omkring sextio personer skadades (de döda var Tomas Mcerlean, John Murry och Kevin Brady). Många trodde att huvudmålet var nationalistledarna Martin McGuinness och Gerry Adams; båda kom undan oskadda. Stone greps strax efteråt av polisen då han försökte fly från kyrkogården.

## Rättegång
Stone sade att attacken var en hämnd på Provisoriska IRA:s attack i Enniskillen 1987 där man dödade tolv människor. Hans mål var främst Gerry Adams som han ansåg var ledare för Provisoriska IRA. Stone erkände också tre andra mord på katoliker. Han dömdes för sex mord och fick 684 års fängelse, varav han måste sitta minst 30 år innan han kan söka nåd.
Långfredagsavtalet gjorde dock att Stone släpptes fri från fängelset 24 juli 2000.

## Eftermäle
Den 19 mars 1988 när ett av Stones offer, IRA-medlemmen Kevin Brady, skulle begravas körde två brittiska soldater, Derek Wood och David Howes, eventuellt av misstag in i begravningsföljet och drogs ur sin bil av en ilsken mobb som började misshandla dem. De fördes i väg i en taxi och hittades senare, torterade och skjutna till döds. Bortförandet hade inträffat framför TV-kamerorna.